# Famille d'Anglure
 (décembre 2016).
Améliorez-le ou discutez des points à vérifier. 
La famille d'Anglure est une maison d'extraction noble, originaire de Champagne. Elle fournit de nombreux seigneurs laïcs, baillis, gouverneurs militaires, et gens d'Église au comté de Champagne et au duché de Lorraine, un évêque au diocèse de Marseille, deux archevêques aux archidiocèses de Toulouse et de Bordeaux.

## Généalogie

### Branche d'Anglure
Louis Moréri, par prudence sans doute, expose la généalogie de la branche d'Anglure à partir d'un Ogier qui meurt en 1256 et épouse Helwide. Un armorial rapporte qu'« Anglure ancien portait d'or à la croix ancrée de sable » . Cet Ogier correspondant à Ogier III qui suit.
Le prénom Saladin
Moréri rapporte au sujet d'Ogier que « ses ancêtres avaient accompagné Godefroy de Bouillon 
dans ses conquêtes ». Par prudence aussi, il écrit - en résumé - qu'« un seigneur de cette maison, le seigneur de Jours-lès-Baigneux, étant prisonnier de Saladin … lui remit sa rançon … à la charge de porter pour armes d'or semé de grelots d'argent, soutenus de gueules … et qu'il ferait porter le nom de Saladin à tous les aînés mâles qui descendraient de lui ». Pour le sociologue spécialiste des religions et des sociétés, Mohammed Toualbia, l’apparition du prénom Saladin dans la famille d’Anglure remonte à un incident lors des croisades au XIIe siècle, lorsqu'un noble français de cette famille fut capturé par les musulmans. N'ayant pas de rançon, il fut libéré par Saladin, sultan d’Égypte, à condition qu'il retourne en France et y construise une mosquée dédiée à Dieu. Jehan Jean-Pierre d'Anglure, comte de Burelement, tint parole, se convertit à l'islam d’après quelques récits historiques, adopta le nom de Saladin et changea l'emblème familial pour un croissant. Il construisit une mosquée dans le jardin de son château, appelée le Mahomet. Cette mosquée s’est transformée en école et exista jusqu'en 1830, mais fut démolie. Seuls le nom de la rue (sur GPS) qui porte le nom de cette mosquée « Le Mahomet » jusqu’à présent et une vieille photo à la Bibliothèque Nationale de France en témoignent aujourd'hui.
Proposition d'ascendance d'Ogier III
- Ogier Ier de Saint-Chéron (ca 1172 - 1er octobre 1215), dit Saladin d'Anglure; sire de Saint-Chéron, conseiller de Marie de France (1145-1198), il épousa à Villaine avant 1189 une fille de Guillaume le Roi, maréchal d'Henri II de Champagne (1166-1197) et  d'Odarde d'Aulnay, qui mourut en 1179. De cette union naissent :
  - Ogier, qui suit ;
  - Helvise, épouse d'Eblon (nom ?) puis d'Isabelle de Chapelaine († vers 1204), veuve.
- Ogier II d'Anglure (1238), sire de Saint-Chéron, de Marchangy, du Mesnil, Somsois, et Donnement, épouse v. 1210, Béatrice de Vitry. De cette union naissent :
  - Ogier, qui suit
  - Guillaume, sire de Saint-Rémy-en-Bouzemont
  - Ansel
  - Geoffroy
  - Helwide, marié à Geoffroy Tessé.

Ogier III et sa descendance
- Ogier III d'Anglure († 1256), épouse Helwide/Heluis de Montchâlons, fille de Gobert de Montchâlons, sire de Bouconville. De cette union naissent :
  - Ogier († 1300), qui suit
  - Ancelin II († v. 1305), homme d'église ;
  -  Jean Saladin, sire de Marchangy et du Mesnil; qui suivit Philippe IV le Bel au cours de la guerre de Flandre et qui fut gouverneur du royaume de Navarre ;
  - Béatrix
- Ogier IV d'Anglure, épouse Marguerite de Moncler, de qui il a :
  - Ogier, mais meurt sans hoirs. Les possessions échoient donc à son cousin Ogier, fils de Jean Saladin d'Anglure.
- Ogier VI d'Anglure (v. 1280-1345), épouse Béatrix d'Essey-lès-Nancy, fille d'Arthur de Sorcy, sire de Ponthion, etc. De cette union naissent :
  - Ogier, qui suit
  - Guy, sire de Ponthion
  - Robert, sire de Guendes et de Selles
  - Pierre, sire de Gizaucourt
  - Étienne († 1348)
  - Béatrix, mariée à Jean d'Échenay
  - Ancel
- Ogier VII d'Anglure (v. 1320-1365), sire d'Anglure et d'Essey-lès-Nancy, épouse Marguerite de Conflans d'Étoges, fille d'Eustache III de Conflans, sire d'Étoges. De cette union naissent :
  - Ogier, qui suit
  - une fille (prénom ?), mariée à Jean de Châtillon
  - Jacqueline, mariée à Charles de Châtillon, sire de Châtillon-sur-Marne, Souain et Jonchery
  - Marguerite, dame de Nogent, mariée à Jacques de Chauvirey puis à Guy II de Pontailler.
- Ogier VIII d'Anglure (v. 1340-1383), sire d'Anglure et d'Étoges, épouse Isabeau de Châtillon (1341-1413), fille de Jean de Châtillon. De cette union naissent :
  - Ogier, qui suit
  - Jean Saladin, sire d'Étoges
  - Gaucher, sire de Rocourt
- Ogier IX d'Anglure (ca 1360 - 1412), celui qui fit le pèlerinage en Terre sainte et en écrivit le texte Le saint voyage de Jérusalem, épouse Alix de Toucy († 1427), dame de Baserne, de Vault-de-Lugny et du Mont-Saint-Jean[6], fille de Louis de Toucy. De cette union naissent :  
  - Étienne, qui suit
  - Jean Saladin, sire de Vault-de-Lugny
  - Antoine
  - Jeanne
  - Guye, mariée à Pierre de Dyo, sire de Dyo et de Gencey
  - Isabelle, mariée à Philibert ou Jean de Salins-la-Tour, sire de Rans ;
  - Antoinette, mariée à 1) Guillaume de Grancei ; 2) Thibaut de Lugny, chevalier
- Étienne d'Anglure († 1435), sire d'Anglure, de Pargny et d'Étrelles, épouse v. 1420, Jeanne de Choiseul, dame de Choiseul, Monaguillon et de Chacenay, fille d'Aimé de Choiseul. De cette union naissent : 
  - Antoine, baron d'Anglure, marié, en 1450, à Jeanne de Rochebaron, et mort sans hoirs, laissant sa succession à son frère Guillaume.
  - Antoine, abbé de Saint-Pierre de Lagny
  - Guillaume, qui suit, sire d'Anglure, de Donjeux, de Choiseul et de Chacenay
  - Claudine († 1503), dame de Chacenay, mariée à Galéas de Salazar, sire de Las
  - Guye, mariée à Claude de Rochebaron
  - Marguerite († après 1479), mariée à Mahiet de Guigné (né v. 1415).
- Guillaume d'Anglure († 1482), épouse Jeanne de Vergy, fille du bâtard Jean de Vergy et de Catherine d'Haraucourt. De cette union naissent :
  - Guillaume († v. 1485)
  - Jacques, sire de Longueville, marié à Nicole de Louans.
  - François, qui suit
  - Marguerite, dame de Conantes, mariée, en 1501, à Guillaume de Chaumont-Quitry, sire de Rigny-le-Ferron, de Chacenay et d'Éguilly.
- François d'Anglure, sire de Bonnecourt et de Guyonville, épouse Marie de Choiseul, dame de Rimaucourt, fille de Gillequin de Rimaucourt, sire de Rimaucourt et de Guyonville, puis en secondes noces Béatrix Françoise le Bœuf, dame de Guyonville. De cette seconde union naissent :
  - Antoine, qui suit
  - Louise († 1563), mariée à Jean de Choiseul, sire de Breuvilliers et de Montreuil-le-Sec
- Antoine d'Anglure, sire de Bonnecourt et de Guyonville, épouse, en 1534, Jeanne de Saulx de Ventoux, fille de Claude de Ventoux, sire de Ventoux et de Chrétienne de Vergy. De cette union naissent : 
  - un fils mort jeune
  - Philippe, qui suit
  - Gaspard d'Anglure, sire de Melay, Bonnecourt et de Guyonville, père de :
    - Henri, sire de Bonnecourt,
    - Gaspard, gouverneur de Jametz († 1620)
- Philippe d'Anglure († 1594), seigneur de Bonnecourt et de Guyonville, épouse Jeanne Foucher, dame de Favérieux, puis en secondes noces Jeanne ou Anne de Mailly, fille de Gaspard de Mailly, sire d'Ecot. De la première couche naissent :
  - François, qui suit
  - Catherine, mariée à Guillaume de Montarby, seigneur de Vouécourt et de Valfroicourt.
  - un fils
- François d'Anglure († 1639), sire de Guyonville et de Bonnecourt, épouse Louise Melin, fille de Jean Melin, sire de Géronville (celui de Belgique ?) et de Claude Godet. De cette union naissent :
  - Jeanne, mariée à Nicolas le Besgue, sire de La-Tour-à-Nonsart
  - Philippe, qui suit
  - Jean-François, marié à Françoise de l’Église fille de Charles de l'Église, maire de Bar-le-Duc, et Marie le Besgue.
  - Agnès, mariée, en 1660, à Georges d'Huffelize.
- Philippe d'Anglure († 1688), épouse Adrienne des Errard, fille de Georges II des Errard, sire de Fleury, et d'Agnès d'Avrillot. N'ayant de cette union qu'une fille, Louise, les possessions de la famille passe aux mains d'Arnould Saladin, descendant de Jean Saladin, deuxième fils dOgier IX.

### Branche de Donjeux
- Jean Saladin d’Anglure (1370-1403), sire d’Étoges et de Raucourt, épouse, vers 1400 Jeanne de Brixey de Bourlémont (v.1375-1433), fille d'Henri 1er de Brixey, sire de Bourlémont et de Donjeux, et d'Alix (ou Béatrix) de Joinville. De cette union naissent :
  - Simon Saladin, grand maître d'Hôtel de Bretagne en 1462, qui suit
  - Marguerite, dame de Cierges et de Conantes, mariée à Simon de Toulongeon, sire de Trèves
- Simon Saladin d’Anglure (v.1400-1485), sire d’Étoges, de Donjeux et de Bourlémont, épouse, en 1433,  Isabelle Matfride du Châtelet (v.1410-1485), fille de Regnauld du Châtelet, sire du Châtelet. De cette union naissent :
  - Jean, qui suit
  - Saladin († 1499), sire d’Étoges marié avec Jeanne de Neufchâtel (d'où postérité) dont : Isabelle ou Ysabeau ou Isabeau marié avec Jean-Antoine II de Lascaris.
  - Nicolas Colart, sire de Bourlémont
  - Renaud Ogier (1443-1506), sire de Conantes, évêque de Marseille et abbé de Saint-Victor
  - Jeanne (1474-1505), dame de Germainvilliers et de Saint-Pierre et de Metz, abbesse de Remiremont
  - Anne, mariée à Balthazar (nom ?), sire d’Haussonville et de Turquestein
  - Marguerite, mariée à George de Nourroy, sire de Port-sur-Seille.
- Jean d’Anglure († v. 1500), sire de Donjeux et marquis de Coublanc, épouse Catherine de Ville-sur-Illion. De cette union naissent :
  - Liébaut († 1503), sire de Donjeux
  - Nicolas († 1511), sire de Donjeux, marié à Jeanne de la Palice
  - Arnould († 1508), sire de Charmes-la-Côte, qui suit
  - Simon († 1518), sire de Jours-en-Auxois, épouse en 1480, Guillemette d’Arbonnay
  - Eve († 1512), mariée à Jean de Serocourt, sire de Belmont-sur-Vair, bailli de Bassigny.
- Arnould Saladin d’Anglure († 1508), sire de Charmes-la-Côte épouse Bonne de Saint-Loup († 1510), fille de Ferry de Saint-Loup, sire de Saint-Loup. De cette union naissent : 
  - Jean, qui suit
  - Philippe,
  - Jeanne, chanoinesse de Remiremont.
- Jean d’Anglure († 1574), sire de Saint-Loup et marquis de Coublanc, épouse Catherine d’Autry († 1591), dame de Villemenant, fille de Louis de Villemenant, sire de Courcelles, et de Marguerite de Veauce, dame de Villemenant. De cette union naissent :
  - François Saladin, qui suit
  - Jeanne, mariée à Chrétien de Choiseul, sire de Beaupré
  - Elisabeth, chanoinesse de Remiremont
- François Saladin d’Anglure († 1607), marquis de Coublanc, sire de Saint-Loup, épouse, en 1589, Marguerite du Châtelet († v. 1605), fille d’Antoine II, sire du Châtelet. De cette union union naissent :
  - René Saladin, qui suit.
  - Marguerite (1589-1608)
  - Claude (°1592)
  - Antoine-Saladin, chevalier de l'ordre de Saint-Jean de Jérusalem en 1613, commandeur de Nancy[7],[8]
  - Henry, († 1608)
  - Charles, († 1608)
  - René, († 1608)
- René Saladin d’Anglure, sire de Saint-Loup et de Piépape, marquis de Coublanc, marié en 1664 à Françoise de Châtelet, fille de Philippe II de Châtelet, sire de Bulgnéville. De cette union naissent :
  - Arnould Saladin, qui suit
  - Elisabeth Louise
- Arnould Saladin d’Anglure († 1707), marquis de Coublanc, sire de Saint-Loup et de Piépape, épouse Christine de Châtelet († 1727), fille d’Antoine de Châtelet, marquis de Trie-Château, sire de Thons et de Bulgnéville. De cette union naissent :
  - Charlotte Eradine († 1754), mariée, en 1706 au château de Malgrange, à Georges de Lambortye, maréchal de Lorraine et de Bar, puis, en 1720, à Louis, marquis de Beauvau († 1732).
  - Françoise, mariée, en 1694, à François de Poitiers de Rye, comte de Poitiers
  - Anne-Florence, mariée, en 1727, à Charles Henry de Cultz, comte de Deuilly et sire de Semboin (Cemboing).

N'ayant que des filles, les possessions de la famille passe aux mains de Marc-Antoine d'Anglure-Savigny, descendant de Saladin, deuxième fils de Simon Saladin.

### Branche d'Étoges
- Marc-Antoine Saladin d’Anglure († 1499), sire d’Étoges, Nogent et Mouliherne, puis de Châtel-sur-Moselle, de Boursault, de Givry et de Gondrecourt, chambellan de René II de Lorraine, épouse Jeanne de Neufchatel-Montaigu, vicomtesse de Blaigny et dame de Châtel-sur-Moselle. De cette union naissent :
  - Isabelle, mariée, en 1478, à Jean-Antoine de Lascaris, comte de Tende et de Vintimille
  - Jeanne, mariée, v. 1480, à Jean III de Béthune, sire de Mareuil, etc.
  - René, qui suit.

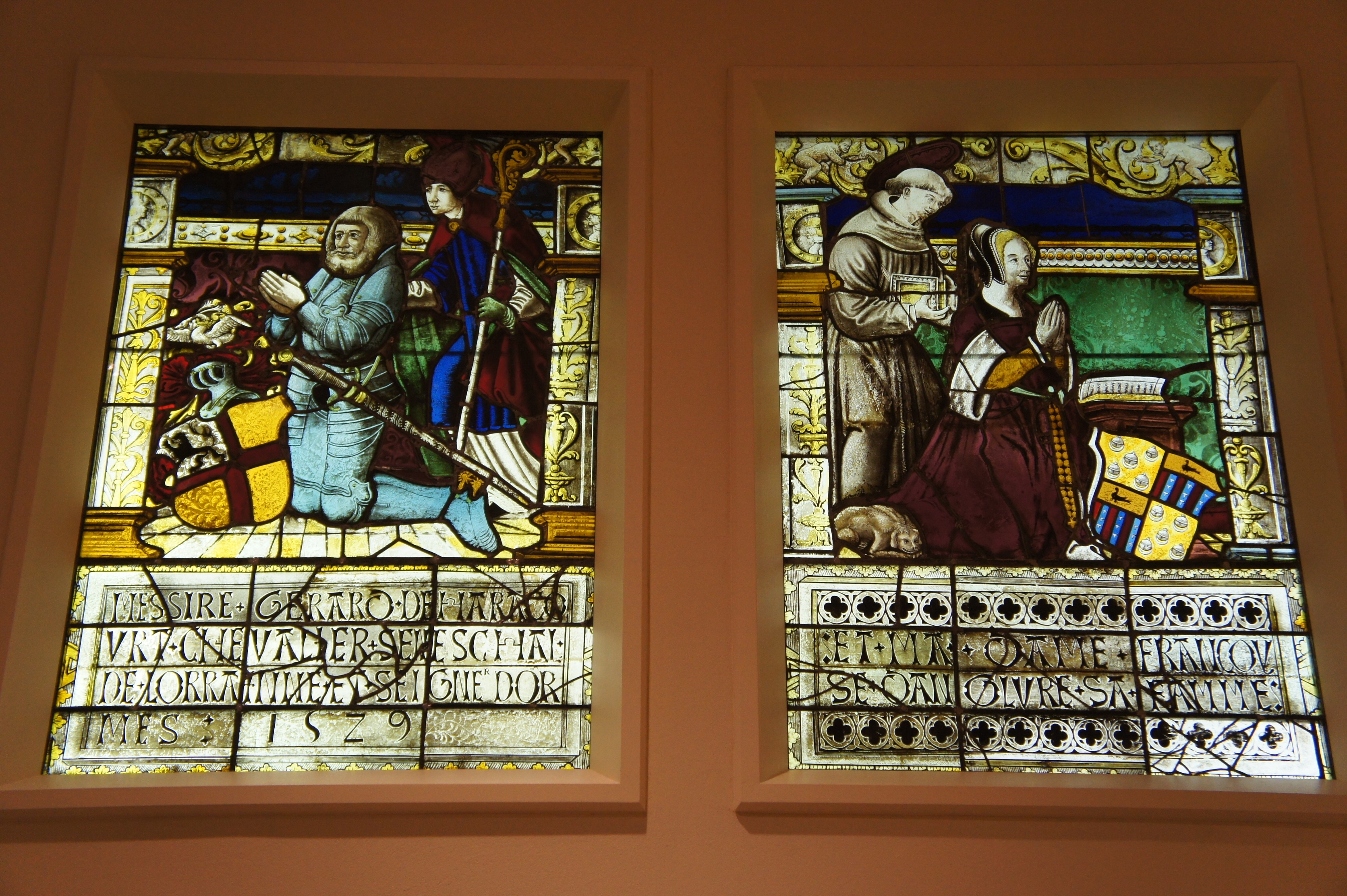
Françoise d'Anglure femme de Gérard de Haraucourt, sénéchal de Lorraine, en 1529

- René d’Anglure († 1529), vicomte d’Étoges et de Blaigny, sire de Pont-Sainte-Maxence et d'Anglure, épouse, en 1485, Catherine de Bouzey, dame de Givry-en-Argonne, fille de Jean de Bouzey, sire de Saint-Germain, et de Marguerite de Brion, dame de Givry-en-Argonne. De cette union naissent :
  - Francois d’Anglure, qui suit.
  - Gilles (1510-v. 1553), marié, en 1523, à Marie de Brichanteau, fille de Louis de Brichanteau et de Marie de Véres
  - Francoise († v.1530), mariée, en 1518, à Gérard-Sicard d’Haraucourt, sire de Dombasle, d’Orme et de Parroy, sénéchal de Lorraine, gouverneur d’Épinal, grand bailli de Nancy, morte sans hoirs.
  - Marguerite, dame de la Fère-Champenoise, mariée, en 1514 à Antoine de Gerenne, ou Gérésine, sire de Pré-au-But.
- François d’Anglure († 1544), vicomte d’Étoges, sire de Boursault, de Givry, de la Fère-Champenoise, de Pont-Sainte-Maxence, chambelan, gouverneur de Sainte-Menehould, de Mouzon, Pierrefonds, Stenay et Luxembourg, colonel du régiment de Champagne de Charles Ier d'Aumale. Il épouse, en 1518, Anne du Bec, fille de Jean du Bec, sire de Cany, puis, en secondes noces, en 1523, Marie de Véres, veuve de Louis de Brichanteau, fille de Jean de Véres, sire de Beauvais-Nangis. De la première couche nait :
  - Isabeau († 1573), dame de Pavant, mariée, en 1539, à Francois Baudoche, sire de Moulins, puis, en secondes noces, à Charles de Poisieux, sire de Pavant.
De la seconde couche naissent :
  - Jacques, qui suit.
  - René († 1562), sire de Givry et de Boursault, épouse Jeanne Chabot de Jarnac, fille de Guy Chabot, sire de Jarnac
  - Claude (1524-1544), sire de La Mothe, de Nangis
  - Jean Saladin (1530-1530)
  - Saladin († 1546)
  - Antoine († 1546)
  - Suzanne († 1546)
- Jacques d’Anglure, vicomte d’Étoges, capitaine de Dunkerque, gouverneur d’Auxerre, député de Champagne, épouse, en 1551, Antoinette de Conflans, fille de Jean de Conflans, sire de Viels-Maisons, puis, en deuxièmes noces, à Vandeline de Nicey, fille de Jean du Faget, puis en troisièmes noces à Louise Piedefer, fille de Pierre Piedefer, sire du Bois de la Raie et de Bazoches.
De la deuxième couche nait : 
  - Antoinette, mariée, en 1572 à Chrétien de Savigny, vicomte de Rosnes. Par un décret de 1574, Chrétien, Antoinette et leurs hoirs sont autorisés à porter le nom d’Anglure.

### Branche de Jours et Autricourt
- Simon d'Anglure, fils de Jean d’Anglure et de Catherine (alias Marguerite) de Ville-sur-Illon, seigneur de Jours-en-Auxois, épouse en 1480 Guillemette d’Arbonnay, dame de Roche-en-Vallouais et Bussy-Le-Repos[9]. De cette union naît[9] : 
  - Claude, qui suit.
  - Saladin, qui épouse Jeanne d'Autrey de Courcelles.
  - Catherine, qui épouse Antide de Grammont.
  - Jeanne, abbesse de Saint-Pierre de Reims.
- Claude d'Anglure, seigneur de Jours, de Ricey et Châtillon-sur-Seine, colonel des légionnaires de Champagne et de Bourgogne, chevalier de l'Ordre du roi[10]. Il épouse, en premières noces, Françoise Marguerite de Dinteville (1512-1542)[11], et en secondes noces, Isabeau de Joyeuse, citée comme veuve en 1565[12]. De la première union naît : 
  - Anne, fille unique du couple, qui épouse, le 24 août 1547, Foucault de Joyeuse, guidon de la Compagnie d'ordonnance du seigneur de Jametz et enseigne du duc d'Anjou[13].

De la seconde couche naissent :
- Germaine, qui épouse Jean d’Ancienville, vicomte de Venteuil, seigneur d'Erlier, etc[14].
- Jeanne d'Anglure, décédée en 1580 et qui épouse Nicolas de Bossut[15] et Laurent de Corbie[16].
- Péronne d'Anglure, qui épouse le 10 mai 1571 François de Lettes, seigneur et baron d'Eaubonne[17].
- Marguerite d'Anglure, qui épouse en 1571 Charles de Héricourt[14].
- Isabelle d'Anglure, dame de Ricey.
- Anne d'Anglure, qui épouse Nicolas du Bois[9].

Cette branche s'allie également avec les familles d'Averhoult, de Sémilly, du Châtellet, de La Fosse, de Savigny, de Grillet, de Bildstein, de Vigneulles du Sart, de Ficquelmont.
La branche des seigneurs d'Autricourt s'éteint au XVIIe siècle.

### Branche d'Anglure-Savigny

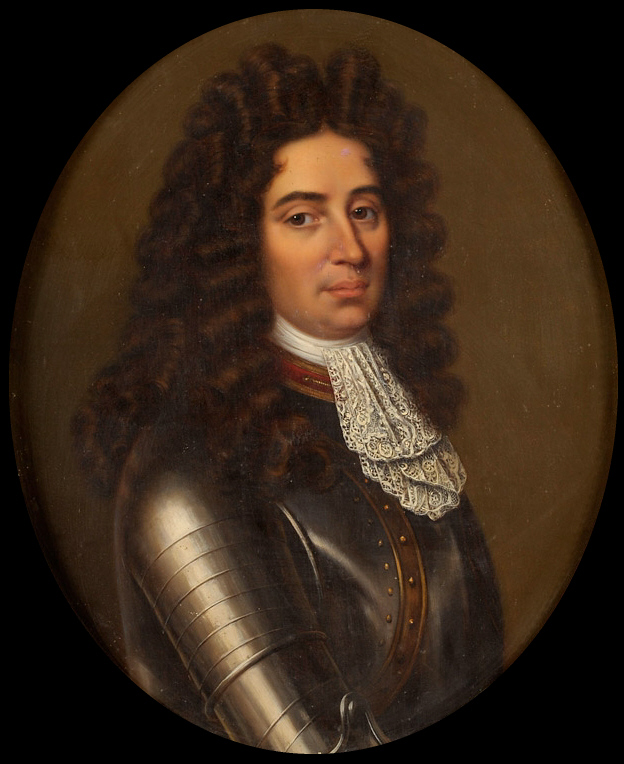
Marc Antoine Saladin d'Anglure du Bellay de Savigny

- Marc-Antoine Saladin d’Anglure du Bellay de Savigny (1640–1688), arrière petit fils d'Antoinette, hérite les titres de marquis d’Anglure et comte d’Étoges. Il épouse, en 1687, Marie-Jeanne de Rouville. Mort sans hoirs, l'année suivante, les possessions de la famille reviennent à Louis-Absalon-Saladin, descendant, de Nicolas Colar, troisième fils de Simon Saladin.

### Branche de Bourlémont
- Nicolas Colar d'Anglure (v. 1440-1516), sire de Bourlémont, épouse, le 26 juin 1471, Marguerite de Montmorency († 29 août 1498), dame de Conflans-Sainte-Honorine, fille de Jean II de Montmorency, grand chambellan de France, et de Marguerite d'Orgemont. De cette union naît :
  - Saladin, qui suit
- Saladin d'Anglure (1472-1545), sire de Bourlémont et de Conflans, capitaine de Montigny, épouse, en 1498, Hélène de Mailly, fille d’Adrien de Mailly, sire de Mailly et de Conty, et de Jeanne de Glyme de Brabant. Il épouse en secondes noces, en 1507, Marguerite de Lignéville († 1551), fille d'Henry de Lignéville et de Marguerite Wisse de Gerbéviller. De cette seconde couche naissent :
  - René, qui suit.
  - Henri (†  1574), sire de Lignéville, de Vittel, de Mandres, et de Melay, ministre des Finances de Lorraine, épouse, en 1540, Claude de Mailly (†  v. 1580), fille d'Africain de Mailly, sire d'Ecot, et d'Anne de Méligny
  - Jean († 1592), reçu dans l'ordre de Saint-Jean de Jérusalem en 1538[19],[7], gouverneur du diocèse de Metz, chambellan de Charles II de Lorraine
  - Claude (homicidé le 4 août 1541), abbé de Mureau en 1529 
  - Jeanne (†  1564), dame des Roises, mariée, en 1537, à Jean d'Amoncourt, sire de Piépape et de Thenay
  - Claude († 1586), chanoinesse et abbesse de Poussay
  - Antoinette (†  1565), chanoinesse de Poussay
  - Françoise († 1573), chanoinesse de Poussay.
Par ailleurs, naît encore d'une maîtresse :
  - Jeanne, mariée à Baudichon Taffin
Et d'une liaison avec Aimée d'Abaleur :
  - Jean (v. 1560-1621), sire de Chambray, marié à Marie de Saint-Lingier
  - Diane († 1610), mariée à Claude Lefevre, puis, en secondes noces, à Jean d'Esquieu, sire de La Serre.
- René d'Anglure (v. 1510-1596), échanson du roi en 1545, sire de Bourlémont et de Conflans, gouverneur de Montigny, épouse, en 1534, Antoinette d'Aspremont († 1591), princesse d'Amblise, vicomtesse de Forest, de La Malmaison et d'Imécourt, dame de Lumes, fille de Jean d'Aspremont, prince d'Amblise et sire de Buzancy, et d'Antoinette de Brandenbourg-Vianden. De cette union naissent :
  - Philippe
  - Africain, qui suit
  - Jacqueline († 1621), mariée, en 1557, à François de Mailly, sire d'Ecot
  - Jeanne († v. 1600), mariée, en 1558, à Gabriel de Bonneval, sire de Bonneval et Blanchefort
  - Françoise († v. 1602), mariée à Simon de Saulx († 1570), sire de Torpes, gouverneur d'Auxonne, puis, en secondes noces, à Pierre le Genevois († 1602), sire de Blaigny.
- Africain d'Anglure († 1592), prince d'Amblise[20], sire de Bourlémont et de Buzancy, chambellan de Charles II de Lorraine, épouse Marguerite de La Baume (1559-1604), dame de Mont-Saint-Sorlin, fille de François VII, comte de Montrevel. De cette union naissent :
  - Claude, qui suit
  - René, sire de Buzancy
  - Gabriel Saladin (1587-1612), reçu de minorité dans l'ordre de Saint-Jean de Jérusalem en 1605[7],[21]
  - Charlotte, mariée, en 1605, à Balthazar de Ficquelemont, sire de Ficquelemont et de Mars-la-Tour.
- Claude d'Anglure († 1653), prince d'Amblise, marquis de Sy, comte de Bourlémont et sire de Buzancy, des Grandes-Armoises, d'Othe, d'Autruche et d'Harricourt, épouse en 1600, Angélique Djaceti († 1635), fille de Louis Djaceti, comte de Châteauvillain, et d'Anne Acquaviva d'Aragon, princesse de Melphes[22], duchesse d'Atri et d'Amalfi. De cette union naissent :
  - Liesse (1602-1603)
  - François, qui suit
  - Charles François (1605-1669), comte de Bourlémont, archevêque de Toulouse
  - Ferdinand-Saladin († 1624), reçu de minorité dans l'ordre de Saint-Jean de Jérusalem en 1621[7],[23]
  - Scipion (1607-1663), reçu de minorité dans l'ordre de Saint-Jean de Jérusalem en 1619, commandeur de La Neufville-au-Temple-lès-Chalons[23] ou de Chalons-sur-Marne (?)[7].
  - Henri († 1673), reçu dans l'ordre de Saint-Jean de Jérusalem en 1630, commandeur de Robécourt[7],[24]
  - Geneviève (°1610), chanoinesse de Remiremont
  - Chrétien Maphe (°1611 - † 1640)
  - Sébastien
  - Louis-Charles (1618-1697), archevêque de Bordeaux.
  - Nicolas (1620-1706), marquis de Buzancy, d'Anglure et de Bourlémont, sire de Rimaucourt, des Grandes-Armoises et d'Humberville, épouse, en 1642, Anne de Thibaud, fille de François de Thibaud, sire de Saint-Huruge. De cette union naissent 8 enfants, dont Henry, marquis de Bourlémont, mort jeune et l'abbé François d'Anglure de Bourlemont († 1711).
- François d'Anglure (1604-1660), marquis de Sy, comte de Bourlémont, épouse, en 1636, Antoinette des Marins (1619-1652), fille de Louis des Marins, sire de Villeneuve-sur-Bellot, et d'Anne de Béthune, puis, en secondes noces, en 1655, Angélique d'Aspremont († 1697), fille de Jean d'Aspremont, seigneur de Vandy, et de Louise de Marillac. De la première couche naît :
  - Anne (1637-1708), marié, en 1648, à Charles Larentier, puis, en 1656, à Louis de Bellai, sire de Chavigny.
De la seconde couche naissent :
  - Louis-Absalon-Saladin (1656-1725), prince d'Amblise et de Melphes duc d'Astri, marquis de Sy, comte de Bourlémont, sire des Grandes-Armoises, lieutenant-général du roi en Champagne, épouse, en 1682,  Antoinette Colbert
  - Charles-Henri (1658-1684), prince d'Amblise, comte de Bourlémont et mestre de camp du Régiment de Picardie.
  - Jean-Henri (1660-1732), prince d'Amblise, et comte de Bourlémont, abbé des monastères Saint-Pierre-aux-Monts et Saint-Vincent de Metz. Avec lui s'éteint la famille d'Anglure.

Les possessions de la famille échoient à la famille de Ligniville.

## Descendants
Parmi les descendants modernes :
- Bernard Saladin d’Anglure (né en 1936), anthropologue québécois, est connu pour ses travaux sur le chamanisme, les rapports de genre et la cosmogonie, notamment chez les Inuit. 

## Pour approfondir